# Avortament induït
L'avortament induït és l'avortament (la interrupció de l'embaràs) provocada intencionalment abans que el fetus sigui viable o que la gestació hagi assolit entre les vint i les vint-i-vuit setmanes. També rep el nom d'interrupció voluntària de l'embaràs, sovint abreujada com a IVE.
La interrupció pot ser provocada amb assistència mèdica o sense, i en qualsevol circumstància social o legal. La paraula prové del verb llatí aborto, al seu torn un freqüentatiu derivat d'aborior, que significa finir, apagar-se, deixar de viure. S'ha de distingir de l'avortament espontani o la pèrdua no intencionada de la gestació abans de les 26 setmanes. La prevenció d'embarassos no desitjats i, per tant, de l'avortament induït rau també en una política d'informació i divulgació de mètodes d'anticoncepció eficaços. La imposibilitat d'accedir a una atenció segura, oportuna, asseguible i respectuosa de l'avortament és un greu problema per a la salut pública i una violació dels drets humans. Un problema major, en cas de prohibició, són els avortaments clandestins que es fan en circumstàncies precàries de mala higiene i assistència, i que són causa sovint de complicacions sanitàries fins al punt que segons l'Organització Mundial de la Salut són una de les principals causes de mort materna.
La història de l'avortament indica que la interrupció voluntària de l'embaràs ha estat una pràctica habitual des de fa mil·lennis
 i una realitat social que ha existit al marge de les prohibicions i condemnes ètiques. Encara és prohibit o limitat en societats diverses i permès en d'altres; s'ha anat despenalitzant en molts països, tant del primer, del segon, com del tercer món, sota diversos supòsits. Es considera avortament legal quan es practica seguint la llei que el regula i és il·legal o clandestí quan es realitza malgrat que les lleis del país on es du a terme el prohibeixen o el castiguen.
En el debat sobre l'avortament existeixen controvèrsies de molt diferent caràcter: científiques, sanitàries, socioeconòmiques, ètiques i religioses que, en part, s'arrepleguen en els distints ordenaments jurídics sobre l'avortament en cada país, on la pràctica de l'avortament induït pot considerar-se un dret o un delicte. En països amb lleis liberals, els partidaris d'una prohibició de l'avortament mèdic han creat organitzacions per lluitar per la protecció de la vida humana no nascuda, sovint amb el suport de l'Església Catòlica, que sanciona l'avortament amb l'excomunió. Als països de tradició protestant l'oposició és menys activa.
Sobre els problemes sexuals i de l'embaràs no desitjat, a Catalunya es pot recórrer als Centres d'Atenció Primària, on hi ha una Unitat d'Atenció a la Salut Sexual i Reproductiva (UASSIR).

## Història i religió

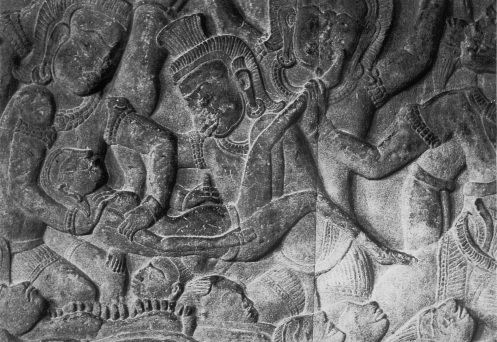
Baix relleu a l'Angkor Vat, Cambodja, c. 1150, que mostra un dimoni induint un avortament donant cops a l'abdomen d'una dona embarassada amb una mà de morter.

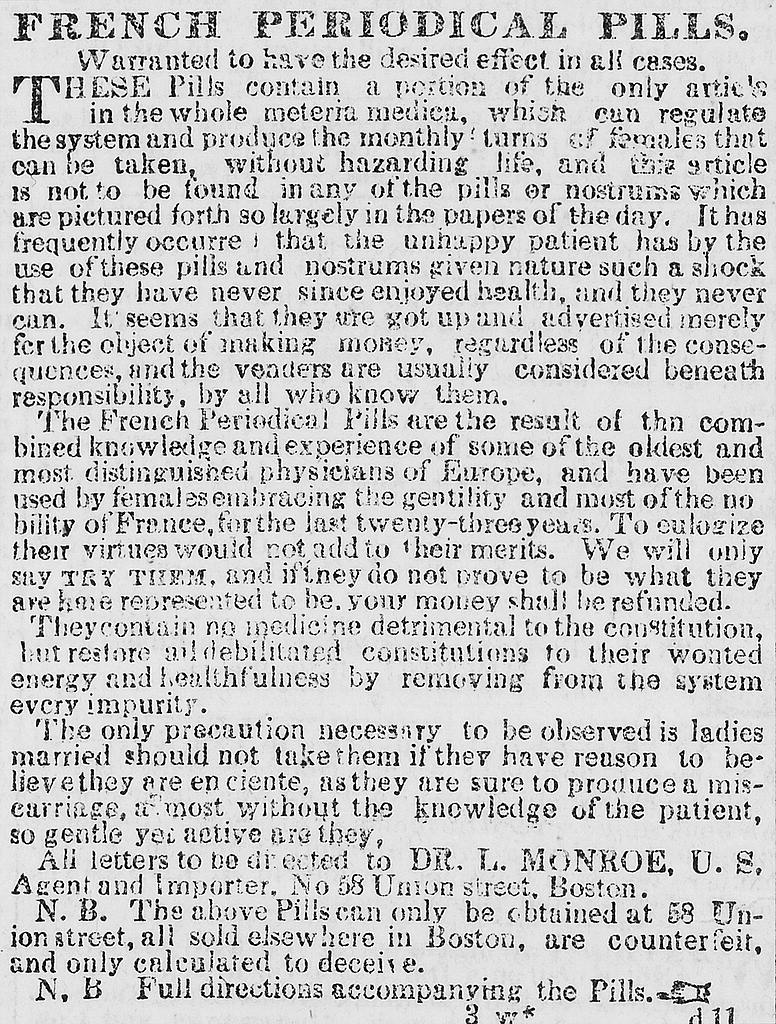
"French Periodical Pills." Un exemple d'un anunci clandestí publicat en una edició de 1845 del Boston Daily Times.

Des de temps antics, s'han fet avortament usant medicina herbal, eines dures, amb força, o a través d'altres mètodes tradicionals. L'avortament induït té una llarga història, i es pot remuntar a civilitzacions tan diverses com la Xina sota Shennong (aproximadament el 2700 aC), l'antic Egipte amb el seu Papir Ebers (al voltant del 1550 aC) i l'Imperi Romà en temps de Juvenal (any 200 dC). Hi ha proves que apunten que hi havia diverses maneres d'interrompre l'embaràs, inclosa l'administració d'herbes abortives, l'ús d'instruments afilats, l'aplicació de pressió abdominal, entre altres tècniques. Una de les primeres mostres artístiques que representen l'avortament és en un baix relleu a l'Angkor Vat (al voltant de l'any 1150). Trobat en una sèrie de frisos que representen el judici després de la mort en l'hinduisme i en la cultura budista, mostra la tècnica d'avortament abdominal.
Alguns erudits mèdics i oponents a l'avortament han suggerit que el jurament hipocràtic prohibia els metges de l'antiga Grècia realitzar avortaments; altres erudits no estan d'acord amb aquesta interpretació, i afirmen que els textos mèdics del corpus hipocràtic contenen descripcions de les tècniques abortives just al costat del jurament.
. El metge romà Escriboni Llarg va escriure al 43 aC que el jurament hipocràtic prohibia l'avortament, així com Sorà, tot i que aparentment no tots els doctors s'hi van adherir estrictament en aquell moment. Segons l'obra de Sorà Ginecologia, que data dels segles I i II després de Crist, una part dels mèdics clínics proscrivien tot avortament, ja que així ho requeria el jurament hipocràtic; l'altra part, de la qual ell mateix formava part, estava a favor de prescriure avortaments, però només en el cas que l'embaràs posés en perill la salut de la mare.
Aristòtil, en el seu tractat sobre el govern Política (350 dC), condemna l'infanticidi com a mitjà de control de la població. Prefereix l'avortament en aquests casos," amb la restricció que ha de ser practicada abans que el nadó hagi desenvolupat sensació i vida; es marca doncs la línia que separa la legalitat de la il·legalitat de l'avortament en el fet de tenir sensació i ser viu."
En el cristianisme, el Papa Sixt V (1585-1590) va ser el primer a declarar que l'avortament és un homicidi independentment de l'estat de l'embaràs; l'Església Catòlica havia estat prèviament dividida sobre si l'avortament s'havia de considerar un assassinat, i no es va començar a oposar contundentment fins al segle xix.
L'Islam ha permès tradicionalment l'avortament fins al punt en el temps en què els musulmans consideren que l'ànima entra al fetus, considerat segons diferents teòlegs en la concepció, 40 dies després de la concepció, 120 dies després de la concepció, o en el moment en què la dona comença a sentir moviments del fetus. Tanmateix, l'avortament és altament restrictiu o prohibit en àrees on domina l'islamisme més radical, com l'Orient Mitjà o el nord d'Àfrica.
A Europa i a Amèrica del Nord, les tècniques d'avortament van avançar a principis del segle xvii. No obstant això, el conservadorisme de molts metges clínics respecte temes sexuals va evitar l'expansió de tècniques d'avortament segures. Altres metges anunciaven els seus serveis, i no van ser àmpliament regulats fins al segle xix, temps en què la pràctica va ser prohibida tant als Estats Units com al Regne Unit. Parròquies i metges van exercir molta influència en els moviments anti-avortistes. Als Estats Units, l'avortament era més perillós que el part fins a la dècada de 1930, quan millores incrementals en els procediments d'avortament en relació al part van fer l'avortament més segur. La Rússia Soviètica (1919), Islàndia (1935) i Suècia (1938) van ser dels primers països a legalitzar algunes- si no totes- les formes d'avortament. El 1935, a l'Alemanya Nazi, una llei el permetia per aquells considerats "hereditàriament malalts", mentre per a les dones considerades d'estirp alamenya els avortaments estaven específicament prohibits. A partir de la segona meitat del segle xx, l'avortament es va legalitzar en un gran nombre de països. Un projecte de llei de la legislació estatal de Nova York que legalitzava l'avortament va ser signat pel governador Nelson Rockefeller l'abril de 1970.

## Motivació

### Personal
Les raons per les quals les dones tenen avortaments són diverses i varien en tot el món.

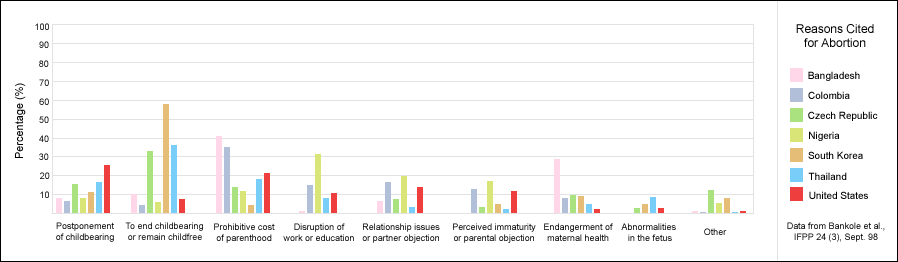
Un gràfic de barres que representa les dades seleccionades d'un metanàlisi de l'AGI de 1998 sobre les raons de les dones que van declarar tenir un avortament.

 Algunes de les raons més comunes són a posposar la maternitat a un moment més adequat o per enfocar energies i recursos en els nens existents. Altres inclouen no poder mantindre un nen, ja sigui en termes dels costos directes de la criança d'un nen o la pèrdua d'ingressos, mentre que la cura del nen, la manca de suport del pare, incapacitat per mantenir més fills, escolarització dels nens ja existents, alteració de la pròpia educació, problemes de relació amb la seva parella, una percepció de ser massa jove per tenir un fill, la desocupació, i no estar disposat a criar un nen concebut com a resultat de la violació o incest, entre d'altres.

### Societal
Alguns avortaments les pateixen com a resultat de les pressions socials. Aquests podrien incloure la preferència pels fills d'un sexe o raça específica, la desaprovació de la maternitat sola o d'hora, l'estigmatització de les persones amb discapacitat, el suport econòmic insuficient per a les famílies, la manca d'accés o el rebuig dels mètodes anticonceptius, o esforços de control de població (com la política del fill únic de la Xina). Aquests factors poden de vegades resultar en avortament obligatori o avortament selectiu.
Un estudi americà el 2002 va arribar a la conclusió que aproximadament la meitat de les dones que tenen avortaments estaven utilitzant una forma de contracepció en el moment de quedar embarassada. La meitat dels usuaris de condons informaven d'un ús incoherent i tres quartes parts van utilitzar la píndola anticonceptiva; el 42% dels que utilitzen condons informaven d'error a través de lliscament o trencament. L'Institut Guttmacher va estimar que "la majoria dels avortaments als Estats Units s'obtenen per dones de les minories" perquè les dones minoritàries "tenen taxes molt més altes d'embaràs no desitjat."

### Salut materna i fetal
Un factor addicional és el risc per a la salut materna o fetal, que va ser citada com la raó principal d'avortament en més d'un terç dels casos d'alguns països i com un factor significatiu en només un percentatge d'un dígit d'avortaments en altres països.
Als EUA, les decisions del Tribunal Suprem de Roe vs Wade i Doe vs Bolton: "van dictaminar que l'interès de l'estat en la vida del fetus es va convertir convincent només en el punt de viabilitat, que es defineix com el punt en què el fetus pot sobreviure independentment de la seva mare. Fins i tot després que el punt de viabilitat, l'estat no pot afavorir a la vida del fetus durant la vida o la salut de la dona embarassada. En el marc del dret a la intimitat, els metges han d'estar lliures d'usar el seu "criteri mèdic per a la preservació de la vida o la salut de la mare." El mateix dia que la Cort va decidir Roe, també va decidir Doe vs Bolton, en què la Cort va definir la salut en termes molt amplis.: "El judici mèdic pot ser exercit a la llum de tots els factors—físic, emocional, psicològic, familiar i edat de la dona—rellevants per al benestar del pacient. Tots aquests factors poden estar relacionats amb la salut. Això permet que el metge tingui l'escenari que necessita per fer el seu millor criteri mèdic.":1200–1201
L'opinió pública es va moure a Amèrica a conseqüència de la personalitat de televisió del descobriment de Sherri Finkbine durant el seu cinquè mes d'embaràs que havia estat exposada a talidomida, sense poder avortar en els Estats Units va haver de viatjar a Suècia. De 1962 a 1965 hi va haver un brot de xarampió alemany que va deixar 15.000 nadons amb defectes congènits greus. El 1967, l'Associació Mèdica Nord-americana va recolzar públicament la liberalització de les lleis d'avortament. Una enquesta del Centre Nacional d'Investigació de l'Opinió el 1965 va mostrar un 73% recolzant l'avortament quan la vida de les mares estava en risc, el 57% quan els defectes de naixement eren presents i el 59% dels embarassos resultants de violació o incest.

#### Càncer
La taxa de càncer durant l'embaràs és 0,02-1%, i en molts casos, el càncer de la mare porta a la consideració l'avortament per protegir la vida de la mare, o en resposta als possibles danys que pugui patir el fetus durant el tractament. Això és particularment cert pel càncer cervical, el tipus més comú que es produeix en 1 de cada 2.000-13.000 embarassos, per a això l'inici del tractament "no pot coexistir amb la preservació de la vida fetal (llevat que s'esculli la teràpia neoadjuvant)". Els càncers de coll uterí en etapa molt primerenca (I i IIa) es poden tractar per histerectomia radical i dissecció del gangli limfàtic pelvià, radioteràpia, o totes dues, mentre que les etapes posteriors són tractades per radioteràpia. La quimioteràpia es pot utilitzar simultàniament. El tractament del càncer de mama durant l'embaràs també implica consideracions fetals, perquè la lumpectomia es desaconsella a favor de la modificació de la mastectomia radical a menys que l'embaràs terminal permeti la teràpia de seguiment de la radiació que s'administra després del naixement.
L'exposició a un sol fàrmac de quimioteràpia s'estima que causa un 7,5–17% de risc en efectes teratogènics al fetus, amb més riscos per als múltiples tractaments farmacològics. El tractament amb més de 40 Gy de radiació sol causar avortament espontani. L'exposició a dosis molt més baixes durant el primer trimestre, especialment de 8 a 15 setmanes de desenvolupament, pot causar retard mental o microcefàlia, i l'exposició en aquesta etapa o etapes posteriors pot causar una reducció en el creixement intrauterí i el pes en néixer. Les exposicions per sobre de 0,005–0,025 Gy causen una reducció dependent de la dosi en IQ. És possible reduir en gran manera l'exposició a la radiació amb protecció abdominal, depenent de la distància de l'àrea a ser irradiada del fetus.
El procés de naixement en si també pot posar la mare en risc. "El part vaginal pot resultar en la disseminació de cèl·lules neoplàsiques en els canals limfovasculars, hemorràgia, laceració cervical i la implantació de cèl·lules malignes en el lloc de l'episiotomia, mentre que el lliurament abdominal pot retardar l'inici del tractament no quirúrgic."

## Societat i cultura

### Debat de l'avortament
L'avortament induït ha estat durant molt de temps la font de considerable debat. Els problemes ètics, morals, filosòfics, biològics, religiosos i legals entorn de l'avortament estan relacionats amb els sistemes de valors. L'opinió de l'avortament poden posicionar-se pels drets del fetus, autoritat governamental, i drets de la dona.
Tant en el debat públic com el privat, els arguments presentats a favor o en contra de l'accés a l'avortament tenen un enfocament ja sigui en la permissibilitat moral d'un avortament induït, o la justificació de les lleis que permeten o restringeixen l'avortament. la Declaració sobre el Avortament Terapèutic de l'Associació Mèdica Mundial declara que "les circumstàncies que porten els interessos de la mare en conflicte amb els interessos del seu fill no nascut creen un dilema i plantegen la qüestió de sí o no l'embaràs ha de ser deliberadament interromput". Els debats de l'avortament, especialment pertanyent a la legislació, sovint són encapçalades per grups que defensen una d'aquestes dues posicions. Els grups anti-avortament que afavoreixen majors restriccions legals sobre l'avortament, incloent la prohibició total, més sovint es descriuen com a "pro-life" mentre que els grups dels drets de l'avortament que estan en contra d'aquestes restriccions legals es descriuen com "pro-choice". En general, la posició anterior sosté que un fetus és una persona humana amb un dret a viure, fent que l'avortament moralment sigui igual a assassinat. L'última posició argumenta que una dona té certs drets reproductius, especialment l'elecció de si fer o no un embaràs a terme.

### Llei moderna de l'avortament
Estat internacional de la llei de l'avortament
Informe de l'UN el 2013 de la llei de l'avortament.
Les lleis actuals relatives a l'avortament són diverses. Les sensibilitats religioses, morals i culturals segueixen influint en les lleis d'avortament a tot el món. El dret a la vida, el dret a la llibertat, el dret a la seguretat de la persona, i el dret a la salut reproductiva són els principals problemes de drets humans que s'utilitzen de vegades com a justificació de l'existència o absència de lleis que controlen l'avortament.
A les jurisdiccions on l'avortament és legal, sovint s'han de complir amb certs requisits abans que una dona pugui obtenir un avortament segur i legal (un avortament realitzat sense consentiment de la dona es considera feticida). Aquests requisits normalment depenen de l'edat del fetus, sovint utilitzant un sistema basat en trimestre per regular la finestra de la legalitat, o com en els EUA, en l'avaluació d'un metge de la viabilitat fetus. Algunes jurisdiccions requereixen un període d'espera abans del procediment, prescriure la distribució d'informació sobre el desenvolupament fetal, o requereix que els pares siguin contactats si la seva filla menor d'edat sol·licita un avortament. Altres jurisdiccions poden requerir que una dona obtingui el consentiment del pare del fetus abans d'avortar el fetus, que els proveïdors d'avortament informin les dones de riscos per a la salut del procediment—incloent de vegades els "riscos" no recolzats per la literatura mèdica—i que múltiples autoritats mèdiques certifiquin que l'avortament és mèdic o socialment necessari. Moltes restriccions no s'apliquen en situacions d'emergència. La Xina, que ha finalitzat la seva política del fill únic, i ara té una política de dos fills. de vegades ha incorporat avortaments obligatoris com a part de la seva estratègia de control de la població.
Altres jurisdiccions prohibeixen l'avortament gairebé íntegrament. Molts, però no tots, dels quals permeten avortaments legals en una varietat de circumstàncies. Aquestes circumstàncies varien depenent de la jurisdicció, però poden incloure's si l'embaràs és resultat de violació o incest, el desenvolupament del fetus es deteriora, el benestar físic o mental de la dona està en perill, o consideracions socioeconòmiques que fan un part dificultós. Als països on l'avortament està prohibit del tot, com Nicaragua, les autoritats mèdiques han registrat augments de mort materna directa i indirectament a causa de l'embaràs, així com les morts a causa dels temors de persecució dels metges si tracten a altres emergències ginecològiques. Alguns països, com Bangladesh, que hi ha una prohibició nominalment de l'avortament, també poden donar suport a clíniques que realitzen avortaments amb el pretext de la higiene menstrual. Aquesta és també una terminologia en la medicina tradicional. En els llocs on l'avortament és il·legal o que tinguin un pesat estigma social, les dones embarassades poden participar en el turisme mèdic i viatjar a països on puguin interrompre el seu embaràs. Les dones sense els mitjans per viatjar recórren als proveïdors d'avortaments il·legals o intenten realitzar un avortament per elles mateixes.

### Avortament selectiu
La sonografia i l'amniocentesi permeten als pares determinar el sexe abans del part. El desenvolupament d'aquesta tecnologia ha donat lloc a l'avortament selectiu, o la finalització d'un fetus a partir del seu sexe. La interrupció selectiva d'un fetus femení és més comú.
L'avortament selectiu per sexe és parcialment responsable de les diferències notables entre les taxes de natalitat dels nens masculins i femenins en alguns països. La preferència pels fills homes és sovint notificat en moltes zones d'Àsia, i l'avortament s'utilitza per limitar els naixements de dones al Taiwan, Corea del Sud, Índia i Xina. Aquesta desviació de les taxes de natalitat estàndard de mascles i femelles es produeix tot i que el país en qüestió pot haver prohibit oficialment l'avortament selectiu per sexe o fins i tot la selecció de sexe. A la Xina, la preferència històrica per un fill s'ha exacerbat per la política de fill únic, que va ser promulgada el 1979.
Molts països han adoptat mesures legislatives per reduir la incidència d'avortament selectiu per sexe. A la Conferència Internacional sobre la Població i el Desenvolupament el 1994 a més de 180 estats van acordar eliminar "totes les formes de discriminació contra la nena i les causes de la preferència pels fills", condicions que també van ser condemnades per una resolució de la PACE el 2011. L'Organització Mundial de la Salut i UNICEF, juntament amb altres organismes de les Nacions Unides, han trobat que les mesures per reduir l'accés a l'avortament són molt menys eficaces en la reducció dels avortaments selectius que les mesures per reduir la desigualtat de gènere.

### Violència contra l'avortament
En diversos casos, els proveïdors d'avortament i aquestes instal·lacions han estat objecte de diverses formes de violència, com l'assassinat, intent d'assassinat, el segrest, l'aguait, assalt, incendis i els atacs amb bombes. La violència anti-avortament està classificada per a fonts governamentals i acadèmics com a terrorisme. Només una petita fracció dels que s'oposen a l'avortament cometen violència.
Als Estats Units, quatre metges que realitzen avortaments han estat assassinats: David Gunn (1993), John Britton (1994), Barnett Slepian (1998), i George Tiller (2009). També assassinats, als EUA i Austràlia, han estat el personal en les clíniques d'avortament, incloent recepcionistes i guàrdies de seguretat, com ara James Barrett, Shannon Lowney, Lee Ann Nichols, i Robert Sanderson. Atacs (p. ex., Garson Romalis) i intents d'assassinat també han tingut lloc en els Estats Units i el Canadà. S'han produït centenars d'atacs amb bombes, incendis provocats, atacs amb àcid, invasions i incidents de vandalisme contra els proveïdors d'avortament. Els autors notables de la violència anti-avortament inclouen Eric Robert Rudolph, Scott Roeder, Shelley Shannon, i Paul Jennings Hill, la primera persona executada als Estats Units per l'assassinat d'un proveïdor d'avortament.
La protecció legal d'accés a l'avortament s'ha imposat en alguns països on l'avortament és legal. Aquestes lleis solen tractar de protegir a les clíniques d'avortament de l'obstrucció, el vandalisme, els piquets, i altres accions, o per protegir les dones i els empleats d'aquest tipus d'instal·lacions d'amenaces i assetjament.
Molt més comuna que la violència física és la pressió psicològica. El 2003, Chris Danze va reunir organitzacions pro-life a Texas per evitar la construcció d'una instal·lació de Planned Parenthood a Austin. Les organitzacions van publicar la informació personal en línia, dels que van participar en la construcció, l'enviament de fins a 1.200 trucades telefòniques al dia i el contacte amb les seves esglésies. Alguns manifestants graven en vídeo les dones que entren a les clíniques.

## Context legal i dades generals
Durant tota la història, l'avortament ha estat sempre matèria de controvèrsia per les seves implicacions ètiques. Ha estat sovint prohibit o limitat, encara que els avortaments il·legals continuen sent comuns a pesar de les prohibicions i són una de les principals causes de mort en dones joves, particularment en els països menys desenvolupats. Cal dir que no hi ha cap llei que obligui a avortar; les lleis regulen els casos i terminis en què és permès l'avortament sense que es consideri un delicte. Fins a la setmana 24-26 hi ha una escassa viabilitat fetal, ja que els pocs que sobreviuen solen tenir greus complicacions i seqüeles. Per això, els països amb legislacions més permissives situen el període en què la dona pot decidir lliurement si vol avortar fins a la setmana 24 de la gestació. Altres legislacions no deixen la decisió a la dona sinó que exigeixen que sigui avaluada abans de procedir a la interrupció de l'embaràs. Les legislacions més restrictives provoquen el fenomen del turisme abortiu així com els avortaments clandestins practicats en males condicions, que condueixen a greus complicacions i morts evitables.
S'estima que al món es realitzen entre 42 i 46 milions d'avortaments anuals (entre el 20 i el 22% dels 210 milions d'embarassos que es produeixen en el món a l'any), fet que representa, per qui considera l'embrió com un ésser humà, la principal causa de mortalitat en l'espècie. D'entre els 42 i 46 milions d'avortaments practicats anualment, almenys 19 milions es consideren avortaments insegurs, és a dir, avortaments en els quals la vida de la dona es posa en perill. A l'Amèrica Llatina i al Carib, el 2000, es van realitzar 29 avortaments insegurs per cada mil dones d'entre 15 i 44 anys, més del doble de la mitjana mundial de catorze avortaments per cada mil dones i 32 avortaments per cada 1000 naixements. S'estima que l'avortament insegur constitueix la tercera entre les causes directes (13%) de les 536.000 morts maternes que es produeixen cada any en el món, després de les hemorràgies (25%) i les infeccions (15%). Tot i això, a l'Amèrica Llatina la fracció de morts maternes degudes a l'avortament insegur assoleix el 17%. A Amèrica Llatina i al Carib, dels 18 milions d'embarassos que es produeixen cada any, el 52% no són planejats i el 21% acaben en un avortament.
El 25% de la població mundial viu en 54 països que prohibeixen completament l'avortament o que el permeten només per a salvar la vida de la dona. Entre els països que sancionen l'avortament de manera total i sense admetre excepció trobem: El Salvador, Hondures, Xile, Filipines, Somàlia, Vaticà, Malta, i Irlanda i, fins al 2012 Luxemburg. Els països que han decidit la penalització absoluta són, en l'actualitat, una minoria. El principal argument dels cossos legislatius d'aquests països és que es considera més important el dret a la vida del nonat, que ha de ser protegit per l'Estat, que el dret a avortar de la dona.
El 62% de la població mundial viu en 55 països on l'avortament induït està permès, ja sigui sense restriccions quant a la seva causa, ja sigui per motius terapèutics, quirúrgics, eugenèsics, sentimentals, i fins i tot per raons socioeconòmiques. Addicionalment, algunes legislacions estableixen requisits previs, com ara períodes d'espera, la provisió d'informació, l'opinió de diversos metges, o la notificació al cònjuge o als pares de l'embarassada; d'altres n'admeten l'avortament sense restriccions, com en el cas del Canadà.

## Mètodes d'avortament

### Farmacològic 1
Mifepristona o ru486 (Mifeprex) i prostaglandines.
Aquest mètode és molt eficaç fins a les set setmanes de gestació. Sempre provoca una hemorràgia vaginal, que pot ser escassa o com una regla abundant. Aquesta hemorràgia es pot presentar després de la primera presa del tractament.
Consisteix en la interrupció del desenvolupament de l'embrió i la seva eliminació pel canal del part, induïda per una combinació de fàrmacs. Només és factible en les primeres setmanes de l'embaràs i representa el 10% dels avortaments realitzats als Estats Units i a Europa.
Aquest tipus de procediment sol ser el preferit quan és possible, perquè no requereix anestèsia ni tampoc una intervenció quirúrgica (l'ús d'instruments). Els inconvenients són el sagnat i el fet que la dona pugui observar el procés i l'embrió expulsat, cosa que és psicològicament dolorosa per a aquelles dones que dubten de la moralitat o de la conveniència de l'acte.
L'efectivitat del procediment minva després de la setena setmana de desenvolupament. Malgrat la seva relativa senzillesa, el procés requereix una vigilància mèdica continuada per assegurar-ne l'èxit, per prevenir possibles complicacions, i també perquè sovint l'evacuació és incompleta i requereix la intervenció final d'un metge. Els règims més comuns són:
Metotrexat més misoprostol
El metotrexat s'administra amb una injecció i produeix una afectació de les cèl·lules en proliferació de l'embrió que provoca la interrupció del seu desenvolupament. Uns dies després, s'administra misoprostol, un anàleg semisintètic de la PGE1 prostaglandina, que estimula la contracció de l'úter i provoca l'expulsió de les seves restes. El procediment està contraindicat en diferents condicions mèdiques, com ara la insuficiència renal.
Mifepristona amb misoprostol o sense
La mifepristona (RU-486) és antagonista de la progesterona, hormona necessària per a la continuïtat de la gestació, i es pot administrar fins 49 dies després de l'última regla (vegeu menstruació). Si després del seu ús no es produeix l'expulsió del producte, aquesta s'estimula amb misoprostol, que compleix la mateixa funció que en el protocol anterior. Igualment presenta contraindicacions diverses, per exemple amb l'ús previ continuat de teràpies basades en esteroides.
Misoprostol sol
Rarament utilitzat, requereix una dosificació molt precisa i una vigilància mèdica especialment intensiva per risc d'hemorràgia greu o ruptura uterina quan es fa servir per a la interrupció de la gestació a partir de la setmana 12 fins a la 20.
Levonorgestrel
Coneguda popularment per la píndola de l'endemà és un anticonceptiu d'emergència que pot comportar efectes secundaris. Molt sovint (en més de 10% dels casos) produeix mal de cap, nàusea, dolor abdominal o uterí, vertigen, retard de la menstruació, hemorràgies i cansament. Sovint (entre un 1% i un 10% dels casos) produeix diarrea, vòmits o menstruació dolorosa. Aquests efectes generalment desapareixen en 48 hores.

### Farmacològic 2
Els avortaments mèdics són els induïts per abortius farmacèutics. L'avortament mèdic es va convertir en un mètode alternatiu d'avortament amb la disponibilitat de anàlegs de prostaglandina els anys 1970 i la mifepristona antiprogestàgen (també coneguda com a RU-486) els anys 1980.
El règim més comú de principis del primer trimestre d'avortament mèdic s'usa la mifepristona en combinació amb un anàleg de les prostaglandina (misoprostol o gemeprost) fins a 9 setmanes d'edat gestacional, metotrexat en combinació amb una anàleg de prostaglandina fins a 7 setmanes de gestació, o un anàleg de la prostaglandina sola. Els règims de combinació de mifepristona–misoprostol treballen més ràpid i són més eficaços en edats gestacionals més tard que els règims de combinació de metotrexat i misoprostol, i els règims de combinació són més eficaços que el misoprostol sol. Aquest règim és efectiu en el segon trimestre. Els regiments d'avortaments mèdics que impliquen la mifepristona seguida de misoprostol entre 24 i 48 hores més tard són eficaços quan es realitza abans de 63 dies de gestació.
En avortaments molt primerencs, de fins a 7 setmanes de gestació, l'avortament mèdic usant un règim de combinació de mifepristona-misoprostol es considera que és més eficaç que l'avortament quirúrgic (aspiració per buit), especialment quan la pràctica clínica no inclou inspecció detallada de teixit aspirat. Els primers règims d'avortament mèdic usant mifepristona, seguit de 24-48 hores més tard per misoprostol bucal o vaginal són un 98% eficaços fins a 9 setmanes d'edat gestacional. Si l'avortament mèdic falla, ha de ser utilitzat l'avortament quirúrgic per completar el procediment.
Els avortaments mèdics primerencs representen la majoria dels avortaments abans de les 9 setmanes de gestació a la Gran Bretanya, França, Suïssa, i els països nòrdics. Als Estats Units, el percentatge d'avortaments mèdics primerencs és molt menor.
Els règims d'avortament amb medicaments utilitzant mifepristona en combinació amb un anàleg de les prostaglandines són els mètodes més comuns utilitzats per avortaments del segon trimestre al Canadà, la major part d'Europa, la Xina i l'Índia, en contrast amb els Estats Units, on el 96% d'avortaments del segon trimestre es realitzen quirúrgicament per la dilatació i evacuació.

### Quirúrgic 1

Avortament per aspiració, al cap de 8 setmanes de la gestació (6 després de la fertilització).
1: Sac amniòtic
2: Embrió
3: Úter
4: Espècul
5: Xeringa manual
6: Connexió a bomba d'aspiració

S'anomena avortament quirúrgic el conjunt de tècniques que consisteixen a extirpar el fetus o l'embrió amb una intervenció física. La tècnica més sovint utilitzada és l'aspiració.
1. Dilatació i aspiració. Fins a la setmana dotze, tot i que es pot emprar fins a la setmana setze.
2. Dilatació i raspat. Amb la legra s'extreu el contingut de la matriu. Pot usar-se durant tot el primer trimestre.
3. Dilatació i evacuació. Amb el fòrceps de Finx i l'ús previ de prostaglandines per augmentar la dilatació uterina. Es pot usar fins a la setmana 23, tot i que habitualment es fa fins a la setmana 20-21.

El mètode quirúrgic més emprat abans de les set setmanes d'embaràs és l'aspiració. Consisteix en la remoció del fetus o l'embrió a través de succió, utilitzant una xeringa manual o una bomba elèctrica d'aspiració. L'aspiració manual és anomenada també minisucció o extracció menstrual. S'aplica només durant les primeres setmanes i no requereix dilatació cervical. Per a aquestes primeres setmanes es parla d'«interrupció de l'embaràs» més que d'avortament, encara que en realitat tots dos termes són sinònims. Els antiavortistes titllen d'eufemística aquesta denominació. A partir de la setmana 15 i fins a la 26 cal dilatació cervical i manipulació quirúrgica, a més de succió. Aquest mètode va ser posat en escena en una ecografia en el documental The Silent Scream (El crit silenciós), produït pel metge Bernard N. Nathanson, que durant els anys 1970 va ser l'amo d'una de les clíniques d'avortaments més grans dels EUA.
El mètode de dilatació i raspat és un mètode general que s'empra també durant l'examen mèdic per prendre mostres o per a la detecció de certs tipus de càncer. Es coneix també amb el nom de naixement parcial, i acostuma a fer-se entre la sisena i la catorzena setmana. L'Organització Mundial de la Salut, OMS, recomana que aquest mètode no s'usi excepte quan l'aspiració manual no és factible, i de fet, el seu ús és poc freqüent. El raspat serveix per netejar les parets de l'úter amb una curet.
En estats avançats de la gestació, si s'ha de practicar un avortament per raons terapèutiques, s'usen altres procediments adequats atès el major estat de desenvolupament del fetus. Es pot induir el part prematur usant prostaglandines, a la vegada que s'injecta sèrum salí o urea en el líquid amniòtic, que causa cremades fatals en el fetus. En els casos més avançats s'usen tècniques excepcionals, com l'anomenada «de dilatació i extracció intacta o avortament per naixement parcial», que requereix dos o tres dies de preparació, per assegurar la dilatació cervical necessària, i els fàrmacs que indueixin el part. El metge manipula el fetus, per fer sortir primer les seves cames, fins a deixar endins només el cap, si això és necessari. Finalment, es buida l'encèfal per succió després de practicar una incisió a la base del crani. Aquesta tècnica s'aplica en menys de la sisena part dels avortaments tardans practicats als Estats Units, va ser prohibida pel govern de Bush, però va rebre el suport de Tony Blair al Regne Unit.

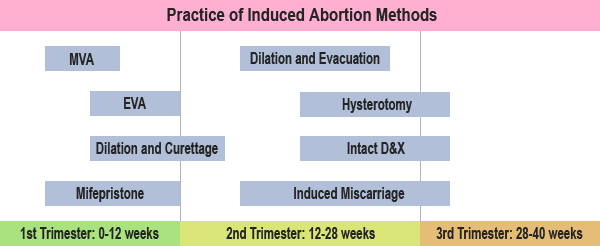
Freqüència de les diferents tècniques d'avortament quirúrgic segons l'edat gestacional

L'elecció d'una tècnica o l'altra depèn de com d'avançat està l'embaràs i de si la dilatació cervical és necessària. Des de la setmana 15 fins a la setmana 26 d'embaràs, es fa servir el mètode de dilatació i evacuació (D & E), que consisteix en l'obertura del coll uterí, i el buidatge mitjançant l'ús d'instruments quirúrgics i succió. És necessari utilitzar altres tècniques per induir l'avortament a partir del tercer trimestre. El part prematur pot ser provocat per la prostaglandina, que pot ser emprat juntament amb una injecció de líquid amniòtic amb solucions càustiques (salines) o urea.
Després de la setzena setmana de gestació, l'avortament pot ser provocat per la compressió cranial intrauterina, que requereix la descompressió del cap del fetus abans de la seva evacuació. L'avortament per histerotomia és un procediment semblant a la cesària i és practicat sota anestèsia general, ja que es considera una cirurgia abdominal major.
Quan el fetus està en una edat gestacional avançada, de sis a nou mesos, alguns països apliquen el mètode d'«avortament per naixement parcial», que ha provocat diverses controvèrsies legals. Des de la setmana 20 fins a la 23 d'embaràs, cal aplicar una injecció per aturar el cor del fetus. Per descomptat, les tècniques tardanes posen en molt major risc la salut de la mare.

### Quirúrgic 2

Un avortament d'aspiració de buit a vuit setmanes d'edat gestacional (sis setmanes després de la fertilització).
1: Sac amniòtic
2: Embrió
3: Revestiment uterí
4: Espècul
5: Vacurette
6: Unida a una bomba de succió

Fins a 15 setmanes de gestació, la succió-aspiració o aspiració al buit són els mètodes quirúrgics més comuns d'avortament induït. El Manual vacuum aspiration (MVA, en català: aspiració de buit manual) consisteix en l'eliminació del fetus o l'embrió, placenta, i membranes per succió usant una xeringa manual, mentre que electric vacuum aspiration (EVA, en català: aspiració de buit elèctrica) utilitza una bomba elèctrica. Aquestes tècniques difereixen en el mecanisme utilitzat per aplicar el buit, en què tan d'hora en l'embaràs que poden ser utilitzats, i en si és necessària la dilatació cervical.
MVA, també coneguda com a "mini-succió" i "extracció menstrual", es pot utilitzar en l'embaràs molt d'hora, i no requereix dilatació cervical. La dilatació i curetatge (D&C), el segon mètode més comú d'avortament quirúrgic, és un procediment ginecològic estàndard realitzat per a una varietat de raons, incloent l'examen de la mucosa uterina per a una possible malignitat, la investigació de sagnat anormal, i l'avortament. Curetatge es refereix a la neteja de les parets de l'úter amb una curette. L'Organització Mundial de la Salut recomana aquest procediment, també anomenat raspat agut, només quan no està disponible el MVA.
A partir de la setmana 15 de gestació fins aproximadament la 26a, s'han d'utilitzar altres tècniques. Dilatació i evacuació (D&E) consisteix en l'obertura de la cèrvix de l'úter i buidant-lo usant instruments quirúrgics i succió. Després de la setmana 16 de gestació, els avortaments també poden ser induïts per dilatació i extracció intacta (IDX o intact dilation and extraction) (també anomenat descompressió cranial intrauterí), que requereix la descompressió quirúrgica del cap del fetus abans de l'evacuació. L'IDX de vegades s'anomena "avortament de naixement parcial", que ha estat federalment prohibit als Estats Units.
En el tercer trimestre de l'embaràs, avortament induït es pot realitzar quirúrgicament per dilatació i extracció intacta o per histerotomia. L'avortament histerotomia és un procediment similar a una cesària i es realitza amb anestèsia general. Cal una incisió més petita que una cesària i s'utilitza durant les últimes etapes de l'embaràs.
Els procediments primer trimestre generalment es poden realitzar utilitzant anestèsia local, mentre que els mètodes del segon trimestre poden requerir sedació profunda o anestèsia general.

### Avortament per inducció del part
En els llocs que no tenen l'habilitat mèdica necessària per a la dilatació i extracció, o on preferit pels metges, un avortament pot ser induït primer induint el part i llavors induint la mort fetal si és necessari. Això de vegades es diu "avortament involuntari induït". Aquest procediment es pot realitzar a partir de les 13 setmanes de gestació per al tercer trimestre. Encara que és molt poc comú en els Estats Units, més del 80% dels avortaments induïts al llarg del segon trimestre són avortaments induïts a Suècia i altres països propers.
Només les dades són disponibles comparant-es amb el mètode de dilatació i extracció. A diferència de D&E, els avortaments induïts després de 18 setmanes es poden complicar per l'ocurrència de la supervivència fetal, que pot estar caracteritzat legalment com a naixement viu. Per aquesta raó, el part induït avortament és legalment arriscat en els EUA

### Altres mètodes
Històricament, una sèrie d'herbes van tenir la fama de posseir propietats abortives en la medicina tradicional: tanarida, poliol, actaea racemosa, i l'ara extinta silphium. L'ús d'herbes de tal manera pot causar greus—fins i tot letals—efectes secundaris, com ara insuficiència de múltiples òrgans, i no és recomanat pels metges.
L'avortament de vegades es pot intentar en causar trauma a l'abdomen. El grau de força, si és greu, pot causar greus lesions internes sense aconseguir necessàriament en la inducció de l'avortament espontani. In Southeast Asia, there is an ancient tradition of attempting abortion through forceful abdominal massage. Un dels baixos relleus que decoren el temple d'Angkor Vat a Cambodja representa un dimoni en realitzar un avortament a una dona que ha estat enviada a l'inframon.
Els mètodes notificats com a insegurs, l'avortament autoinduït incloent el mal ús de misoprostol, i la inserció d'instruments no quirúrgics, com ara agulles de teixir i penjadors de roba a l'úter. Aquests mètodes es veuen rarament en els països desenvolupats on l'avortament quirúrgic és legal i disponible. Tots aquests mètodes, i qualsevol altre mètode per interrompre l'embaràs pot ser anomenat "avortament induït".

## Riscs
Els avortaments realitzats en condicions sanitàries correctes i amb personal expert tenen pocs riscs. Ara com ara els principals riscs són els que es deriven de la clandestinitat o de les males condicions higièniques i sanitàries. A conseqüència d'això, són les dones més desafavorides socialment les que presenten més complicacions, ja que les que tenen un nivell sociocultural més elevat solen viatjar a països que permeten l'avortament.
Un risc associat a la legislació restrictiva és, doncs, que aboca algunes dones a l'avortament clandestí o en males condicions i a força complicacions. L'avortament, a més de posar fi a l'embaràs, i l'existència de l'embrió o fetus -segons el cas-, no és una intervenció exempta de riscos per a la mare.

### Riscs físics
Si es fa en condicions no professionals, l'avortament pot causar infecció, trauma de cèrvix, peritonitis, endometritis, laceració o perforació de l'úter, hemorràgia, trauma renal, inflamació de la pelvis, embolisme, trombosi, esterilitat, hemorràgia, infecció del tracte genital, laceració intestinal, abscés pelvià, infecció bacteriològica, sèpsia sanguínia i sagnat prolongat i abundant, de manera que podria requerir una cirurgia i posterior mort de la mare. L'avortament per naixement parcial comporta riscs de trencament o perforació de l'úter.

### Riscs psicològics
Per a la majoria de les dones, la decisió d'avortar és difícil, com qualsevol esdeveniment major en la vida. Per exemple, un embaràs no desitjat pot ser un factor d'estrès. Segons les circumstàncies psicosocials, un factor d'estrès suplementari pot comportar un risc per a la salut mental, sobretot quan la persona ja està afeblida per altres factors, com per exemple la manca de suport de la família o d'amics, la precarietat econòmica, l'estrès a la feina, relacions conflictives, inestabilitat emocional, antecedents mèdics, culpabilització, solitud o addiccions. A més de la intervenció mèdica, s'ha de preveure, en cas de necessitat, que hi hagi estructures de consell i de suport psicosocial fàcilment accessibles. És important aconsellar les dones sobre els beneficis i els riscos, i facilitar-los l'ajuda disponible.
El Royal College of Psychiatrists, la principal organització professional de psiquiatres del Regne Unit, afirma que la qüestió de la relació entre avortament provocat i els efectes sobre la salut mental de la mare no està del tot resolt. Existeixen alguns estudis que no troben conseqüències negatives, i altres que sí. El problema major dels estudis és trobar grups de comparació equivalents. Per a poder arribar a conclusions científiques vàlides, s'ha de demostrar que la incidència de problemes en les dones que avorten és diferent que la d'un grup de dones comparables que no han avortat, i que el factor determinatiu és l'avortament; cosa que no és gaire fàcil, ja que no es poden fer dos grups experimentals, i només queden mètodes estadístics. Caldria, per exemple, comparar de manera científica la incidència (o no) de problemes en grups de dones que han avortat, de dones que han tingut un embaràs no desitjat, i de dones que han tingut un embaràs.
La National Abortion Federation nord-americana sosté que, científicament, no existeix evidència d'un estrès «post-avortament» a llarg termini, ni de depressió, ansietat, o cap altra malaltia psicològica i conclou que l'estrès més gran és previ al procés. A més, indica que la gran majoria de les dones afirmen que després de l'avortament han experimentat una situació d'alleujament.
La psicòloga Susan Stanford-Rue proposa una teràpia pseudohipnòtica en la qual la dona s'ha d'imaginar «Jesús amb el seu infant avortat als braços». Després preguen junts per demanar perdó i reintegrar el Seu amor incondicional, en saber que el nen avortat és al cel. Als seus escassos casos clínics descriu que la pacient «reviu contínuament el moment traumatitzant de l'avortament», i que pateix depressió d'aniversari al voltant de la data del possible naixement o de l'avortament. Aquesta teràpia hauria de curar el que Stanford anomena la «síndrome postavortiva» - una diagnosi no reconeguda per la nomenclatura del DSM ni per l'American Psychological Association (APA)- amb símptomes com «culpabilitat psicològica, desassossec i tristesa». Segons l'APA sentiments de tristesa i de neguit són emocions normals, no són pas patològics, i s'ha de tenir compte igualment d'emocions positives com alleujament i descans. Les conclusions de Stanford es fonamenten només en l'estudi d'unes dones amb problemes, sense comparar-les amb un grup de control de dones que van avortar i que no tenen cap problema major (i per això, lògicament, no fan cap consulta mèdica). És un error metodològic freqüent sota la influència de la psicoanàlisi, però incompatible amb l'estat actual de la ciència.
Segons un metaestudi, l'avortament incrementaria el risc de problemes psicològics entre les dones. Tot i això, els resultats i la metodologia d'aquest estudi van suscitar molta polèmica i es van senyalar moltes omissions. «Estem convençuts que aquest estudi manca al deure de metodologia correcte». L'APA desvela molts errors metodològics en els estudis de Coleman et alii i conclusions de causa i efecte no justificades per les dades analitzades.

## Seguretat

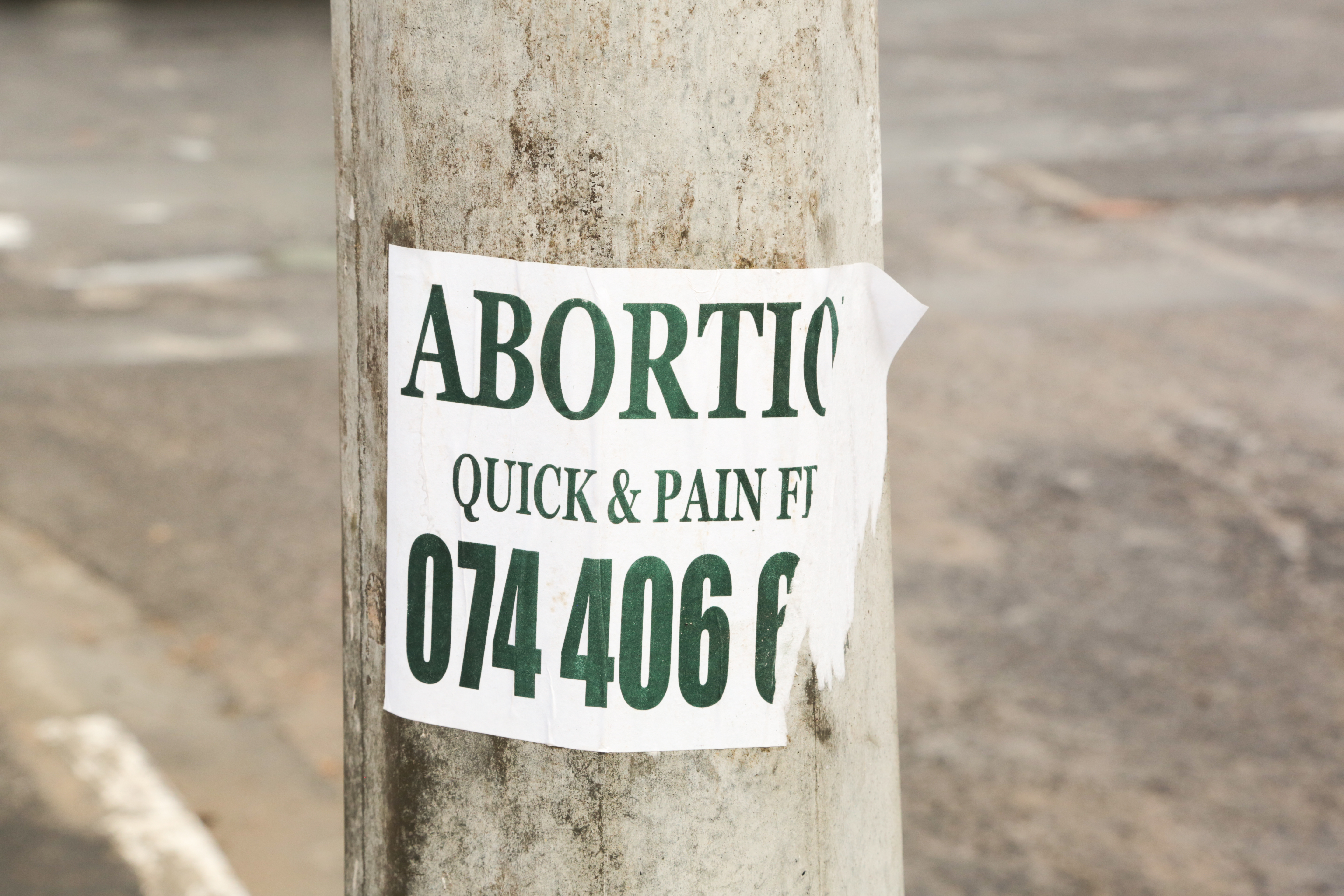
Un pamflet d'avortament a Sud-àfrica

Els riscos per a la salut de l'avortament depenen principalment de si el procediment es realitza de manera segura o no segura. L'Organització Mundial de la Salut defineix com avortaments insegurs aquelles realitzades per individus no qualificats, amb equips o instal·lacions sanitàries deficients. Els avortaments legals realitzats en el món desenvolupat són alguns dels procediments més segurs en la medicina. Als EUA, el risc de defunció maternal de l'avortament és 0,7 per cada 100.000 procediments, fent que l'avortament sigui prop de 13 vegades més segur per a les dones que el part (8,8 de defuncions maternals per 100.000 naixements). El risc de mortalitat en l'avortament augmenta amb l'edat gestacional, però segueix sent inferior a la del part i durant la gestació almenys 21 setmanes. L'avortament ambulatori és tan segur i efectiu tan de 64 a 70 dies de gestació com és de 57 a 63 dies. Als Estats Units des de 2000 fins al 2009, l'avortament va tenir una taxa de mortalitat més baixa que la cirurgia plàstica.
L'aspiració al buit en el primer trimestre és el mètode més segur d'avortament quirúrgic, i es pot realitzar en una clínica d'avortament d'atenció primària, o hospital. Les complicacions són rares i poden incloure perforació uterina, infecció pelviana, i productes retinguts de la concepció que requereixen un segon procediment per evacuar. Les infeccions representen un terç de les morts relacionades amb l'avortament als Estats Units. La taxa de complicacions d'avortament aspiració al buit en el primer trimestre és similar independentment de si el procediment es realitza en un hospital, centre quirúrgic, o l'oficina. Els antibiòtics preventius (com la doxiciclina o el metronidazole) normalment es donen abans de l'avortament electiu, ja que es creu que poden reduir substancialment el risc d'infecció uterina postoperatòria. La taxa de procediments fallits no sembla variar significativament depenent de si l'avortament és realitzat per un metge o una practicant de nivell mitjà. Les complicacions després de l'avortament en el segon trimestre són similars als que després de l'avortament en el primer trimestre, i depenen en part del mètode escollit.
Hi ha una petita diferència en termes de seguretat i eficàcia entre l'avortament mèdic usant un règim combinat de mifepristona i misoprostol i l'avortament quirúrgic (aspiració per buit) a principis dels avortaments en el primer trimestre fins a 9 setmanes de gestació. L'avortament mèdic usant l'anàleg de prostaglandina de misoprostol només és menys eficaç i més dolorós que l'avortament mèdic usant un règim combinat de mifepristona i misoprostol o avortament quirúrgic.
Alguns suposats riscos d'avortament són promoguts principalment per grups anti-avortament, però no tenen evidència científica. Per exemple, la qüestió d'una relació entre l'avortament induït i el càncer de mama ha estat àmpliament investigada. Els principals organismes mèdics i científics (incloent l'Organització Mundial de la Salut, la National Cancer Institute dels EUA, l'American Cancer Society, el Royal College of Obstetricians and Gynaecologists i l'American Congress of Obstetricians and Gynecologists) han arribat a la conclusió que l'avortament no causa el càncer de mama, encara que aquesta relació continua en estudi and promoted by anti-abortion groups.

### Salut mental
No hi ha relació entre la majoria d'avortaments induïts i problemes de salut mental que no siguin els esperats per a qualsevol embaràs no desitjat. L'Associació Americana de Psicologia ha arribat a la conclusió que el primer avortament d'una dona no és una amenaça per a la salut mental quan es porta a terme en el primer trimestre, amb aquestes dones no són més propenses a tenir problemes de salut mental que els que porten un embaràs no desitjat a terme; el resultat de la salut mental d'un segon o major avortament d'una dona és menys segur. Encara que alguns estudis mostren resultats negatius de la salut mental en les dones que opten per avortaments després del primer trimestre a causa d'anomalies fetals, seria necessària una investigació més rigorosa per demostrar-ho de manera concloent. Alguns propostes d'efectes psicològics negatius d'avortament s'han denominat pels defensors contra l'avortament com una condició separada anomenada "síndrome post-avortament", que no és reconegut pels professionals mèdics o psicològics als Estats Units.

### Avortament insegur

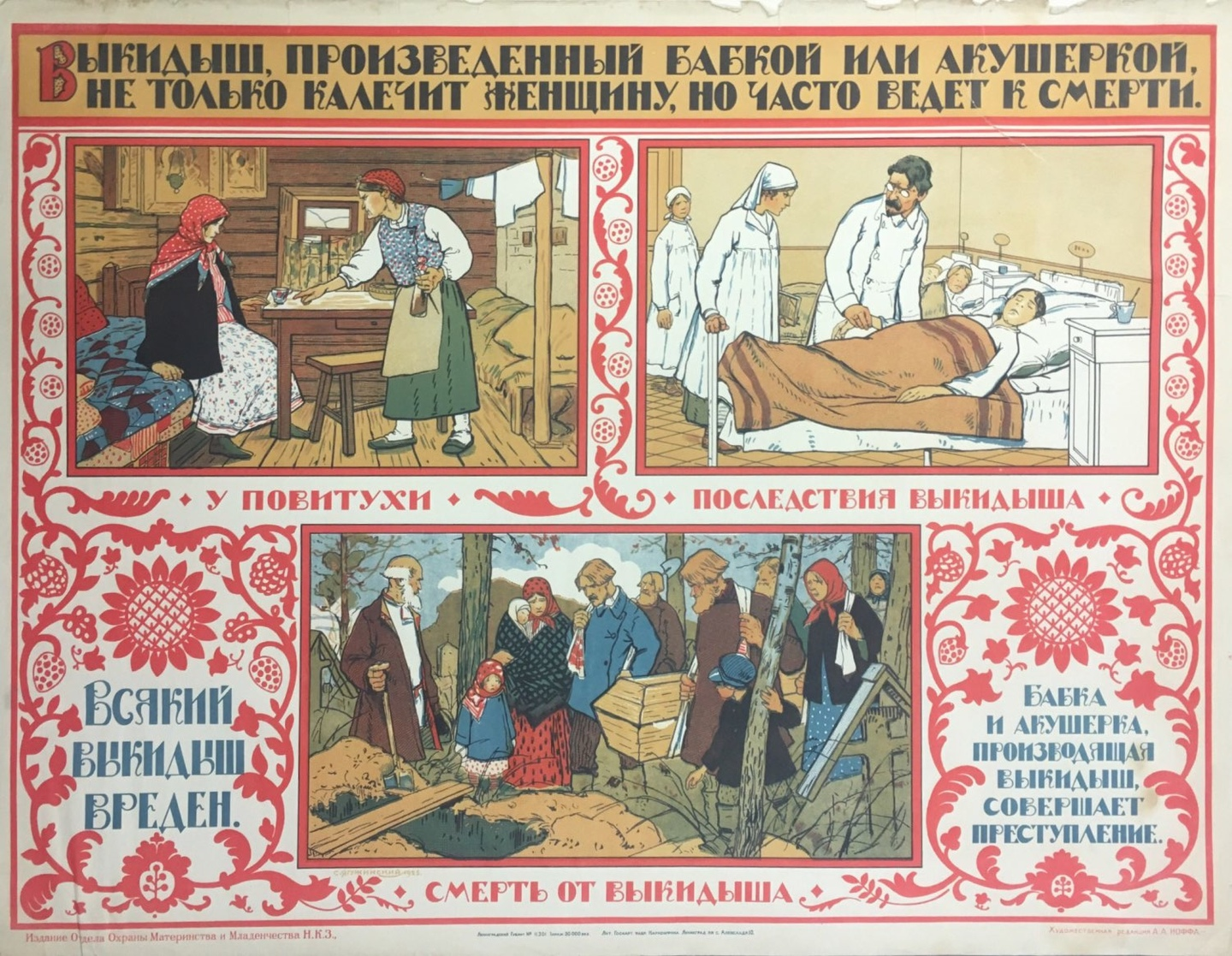
Cartell soviètic al voltant de 1925, advertint contra les llevadores que realitzen avortaments. Traducció del títol: "Els avortaments realitzats tan per llevadores entrenades com autodidactes no només fereixen la dona, sinó que també sovint condueixen a la mort."

Les dones que volen interrompre els seus embarassos a vegades recorren a mètodes insegurs, sobretot quan l'accés a l'avortament legal està restringit. poden intentar l'auto-avortament o dependre d'una altra persona que no té formació mèdica o accés a instal·lacions adequades. Això té una tendència a conduir a complicacions greus, com l'avortament incomplet, sèpsia, hemorràgies i danys en els òrgans interns.
Els avortaments insegurs són una causa important de lesions i mort entre les dones a tot el món. Encara que les dades no són precises, s'estima que aproximadament 20 milions d'avortaments insegurs es realitzen anualment, amb el 97% té lloc a països en desenvolupament. Els avortaments insegurs es creuen que resulta en milions de lesions. Les estimacions de morts varien d'acord amb la metodologia, i han oscil·lat entre 37.000 a 70.000 en l'última dècada; les morts per avortament insegur compta del voltant del 13% de totes les morts maternals. L'Organització Mundial de la Salut creu que la mortalitat ha disminuït des de la dècada de 1990. Per reduir el nombre d'avortaments no segurs, les organitzacions de salut pública han advocat generalment en la legalització de l'avortament, la formació de personal mèdic, i garantir l'accés als serveis de salut reproductiva. No obstant això, la Declaració de Dublín sobre la Salut Materna, signat el 2012, assenyala que "la prohibició de l'avortament no afecta, de cap manera, la disponibilitat d'una atenció òptima a les dones embarassades".
Un factor important en si els avortaments es duen a terme de manera segura o no és la situació legal de l'avortament. Els països amb lleis restrictives de l'avortament tenen majors taxes d'avortament insegur i les taxes d'avortament en general similar en comparació amb aquells en què l'avortament és legal i disponible. Per exemple, la legalització de l'avortament el 1996 a Sud-àfrica va tenir un impacte positiu immediat en la freqüència de complicacions relacionades amb l'avortament, amb les morts relacionades amb l'avortament disminuint-se en més d'un 90%. Unes reduccions similars en la mortalitat materna s'han observat després que altres països han liberalitzat les seves lleis d'avortament, com ara Romania i Nepal. Un estudi de 2011 va concloure que en els Estats Units, algunes lleis contra l'avortament a nivell estatal es correlacionen amb menors taxes d'avortament en aquest estat. L'anàlisi, però, no va tenir en compte els viatges a altres estats absents d'aquestes lleis per obtenir un avortament. A més, la falta d'accés a mètodes anticonceptius eficaços contribueix a l'avortament insegur. S'ha estimat que la incidència de l'avortament insegur podria reduir fins a un 75% (de 20 a 5 milions de dòlars anuals) si fossin disponibles la planificació familiar moderna i serveis de salut materna a nivell mundial. Les taxes d'aquest tipus d'avortaments poden ser difícils de mesurar, ja que poden ser notificats de manera conjunta un avortament involuntari, "avortament involuntari induït", "regulació menstrual", "mini-avortament", i "regulació d'un retard/suspensió de la menstruació".
El quaranta per cent de les dones al món són capaces d'accedir a avortaments terapèutics i electius dins dels límits gestacionals, mentre que un 35 per cent addicional té accés a l'avortament legal si compleixen determinades propietats físiques, mentals o criteris socioeconòmics. Mentre que mortalitat materna poques vegades resulta en avortaments segurs, els avortaments insegurs donen com a resultat 70.000 morts i 5 milions de discapacitats per any. Les complicacions d'avortament insegur compten amb aproximadament un octau de mortalitats maternes mundialment, encara que això varia segons la regió. La infertilitat secundària causada per un avortament insegur afecta unes 24 milions de dones. La taxa d'avortaments insegurs ha augmentat del 44% al 49% entre 1995 i 2008. S'han proposat millores en l'educació per a la salut, l'accés a la planificació familiar, i l'atenció de la salut durant i després de l'avortament per fer front a aquest fenomen.

### Nascut viu
Tot i que és molt poc comú, les dones en situació d'avortament quirúrgic després de 18 setmanes de gestació de vegades donen a llum a un fetus que poden sobreviure breument. La supervivència a llarg termini és possible després de 22 setmanes.
Si el personal mèdic observen signes de vida, que poden ser necessaris per proporcionar atenció: l'atenció mèdica d'emergència si el nen té una bona oportunitat de supervivència i cures pal·liatives en cas contrari. Per evitar això, es recomana la mort fetal induïda abans de la interrupció de l'embaràs després de 20-21 setmanes de gestació.
La mort del nadó després de néixer viu causada per l'avortament sota CIM-10 en el codi de descripció P96.4; les dades s'identifiquen com a fetus o nadó. Entre 1999 i 2013, als EUA, el CDC va registrar 531 morts d'aquest tipus per als nadons, aproximadament 4 per 100.000 avortaments.

## Incidència
Hi ha dos mètodes comunament utilitzats per mesurar la incidència d'avortament:
- Taxa d'avortament – nombre d'avortaments per cada 1.000 dones entre 15 i 44 anys
- Percentatge d'avortament – nombre d'avortaments de cada 100 embarassos coneguts (embarassos inclouen nascuts vius, avortaments i avortaments involuntaris)

En molts llocs, on l'avortament és il·legal o porta un pesat estigma social, els informes mèdics de l'avortament no són fiables. Per aquesta raó, les estimacions de la incidència d'avortament han de realitzar-se sense la determinació de la seguretat relacionada amb l'error estàndard.
El nombre d'avortaments realitzats a tot el món sembla haver romàs estable en els darrers anys, amb 41,6 milions realitzats el 2003 i 43,8 milions realitzats el 2008. La taxa d'avortament a tot el món va ser de 28 per cada 1000 dones, encara que era de 24 per cada 1000 dones dels països desenvolupats i 29 per cada 1000 dones dels països en desenvolupament. El mateix estudi de 2012 va indicar que el 2008, el percentatge estimat d'avortament embarassos coneguts es trobava en el 21% a nivell mundial, amb un 26% als països desenvolupats i el 20% als països en desenvolupament.
De mitjana, la incidència de l'avortament és similar a països amb lleis restrictives sobre l'avortament i els que tenen un accés més liberal a l'avortament. No obstant això, les lleis d'avortament restrictives estan associades amb increments en el percentatge d'avortaments que es realitzen en condicions de risc. La taxa d'avortament insegur en els països en desenvolupament es deu en part a la falta d'accés a mètodes anticonceptius moderns; d'acord amb l'Institut Guttmacher, proporcionar accés als anticonceptius es traduiria en uns 14,5 milions menys d'avortaments insegurs i 38.000 menys morts per avortament insegur cada any a tot el món.
La taxa d'avortament induïda legal varia àmpliament en tot el món. D'acord amb l'informe d'empleats de l'l'Institut Guttmacher que va variar de 7 per cada 1000 dones (Alemanya i Suïssa) a 30 per cada 1000 dones (Estònia) en països amb estadístiques completes el 2008. La proporció d'embarassos que van acabar en avortament induït variava d'aproximadament 10 % (Israel, els Països Baixos i Suïssa) a 30% (Estònia) en el mateix grup, tot i que podria ser tan alta com el 36% a Hongria i Romania, les estadístiques es van considerar incompletes.
La taxa d'avortament també pot expressar-se com el nombre mitjà d'avortaments té una dona durant la seva vida reproductiva; considerat com a total abortion rate (TAR, o en català: taxa d'avortament totals).

### Mètode i edat gestacional
| Histograma d'avortaments per edat gestacional a Anglaterra i Gal·les durant el 2019. (esquerra)Avortament als Estats Units per edat gestacional, 2016. (dreta)  |  | Histograma d'avortaments per edat gestacional a Anglaterra i Gal·les durant el 2019. (esquerra)Avortament als Estats Units per edat gestacional, 2016. (dreta) |
| Histograma d'avortaments per edat gestacional a Anglaterra i Gal·les durant el 2019. (esquerra) Avortament als Estats Units per edat gestacional, 2016. (dreta) |  | |

Les taxes d'avortament també varien depenent de l'etapa de l'embaràs i el mètode practicat. El 2003, els Centres per al Control i Prevenció de Malalties (CDC) van informar que el 26% d'avortaments als Estats Units se sap que s'han obtingut en la gestació de menys de 6 setmanes, 18% a les 7 setmanes, 15% a les 8 setmanes, 18% a les 9 a 10 setmanes, el 9,7% a les 11 cap a 12 setmanes, 6,2% en 13 a 15 setmanes, el 4,1% en 16 a 20 setmanes i 1,4% en més de 21 setmanes. El 90,9% van ser classificats com havent estat fet per "raspat" (aspiració al buit, dilatació i curetatge, dilatació i evacuació), 7,7% per mitjans "mèdics" (mifepristone), 0,4% per "instil·lació intrauterina" (salina o prostaglandina), i 1,0% per "altres" (incloent histerotomia i histerectomia). D'acord amb el CDC, a causa de les dificultats de recollida de dades, les dades s'han de veure com a temptativa i algunes morts fetals informades més de 20 setmanes poden ser morts naturals erròniament classificades com avortaments si la remoció del fetus mort s'aconsegueix mitjançant el mateix procediment que un avortament induït.
L'Institut Guttmacher va estimar que va haver 2.200 procediments de dilatació i extracció intacta als EUA durant el 2000; això representa el 0,17% del nombre total d'avortaments que va realitzar aquest any. De la mateixa manera, a Anglaterra i Gal·les el 2006, 89% de les terminacions es van produir a igual o menor de 12 setmanes, 9% entre 13 i 19 setmanes, i 1,5% igual o més de 20 setmanes. El 64% dels notificats van ser per aspiració al buit, 6% en D&E, i 30% eren mèdics. Hi ha més avortaments del trimestre segon dels països en desenvolupament com la Xina, l'Índia i Vietnam que als països desenvolupats.

## Aspectes legals
La major part de les legislacions reguladores, tant les permissives com les restrictives, distingeixen entre avortament terapèutic i avortament electiu.

### Avortament terapèutic
És el que es justifica per raons mèdiques:
- Per salvar la vida de la mare, quan la continuació de l'embaràs o el part signifiquen un risc greu per a la seva vida;
- Per salvar la salut física o mental de la mare, quan aquestes estan amenaçades per l'embaràs o el part;
- Per a evitar el naixement d'un nen amb una malaltia congènita o genètica greu fatal o que el condemna a patiments o discapacitats molt greus, o
- Per reduir el nombre de fetus en embarassos múltiples fins a un nombre que faci el risc acceptable.

### Avortament electiu
El realitzat per altres motius. Quan l'embaràs és el resultat d'un delicte de naturalesa sexual (violació) o de l'aplicació d'una tècnica de reproducció assistida no consentida per la mare.
També s'inclouen com a raons: la minoria d'edat de la mare, la incapacitat per tenir cura d'un fill per raons econòmiques o socials i el desig d'amagar l'estigma que representa en certs contextos socials un embaràs fora del matrimoni.

### Avortament legal per indicació mèdica
S'entén per avortament per indicació medicolegal l'acte mèdic o quirúrgic que consisteix en la interrupció voluntària de la gestació en els casos en què el dret intern de cada país preveu la no imposició d'una pena per aquest fet, encara que l'avortament en general sigui considerat un delicte.
La importància de l'avortament per indicació medicolegal està en el fet que facilita que es practiquin dins l'àmbit sanitari institucional, de manera que s'eliminen riscos innecessaris per a les dones.

## Aspectes jurídics

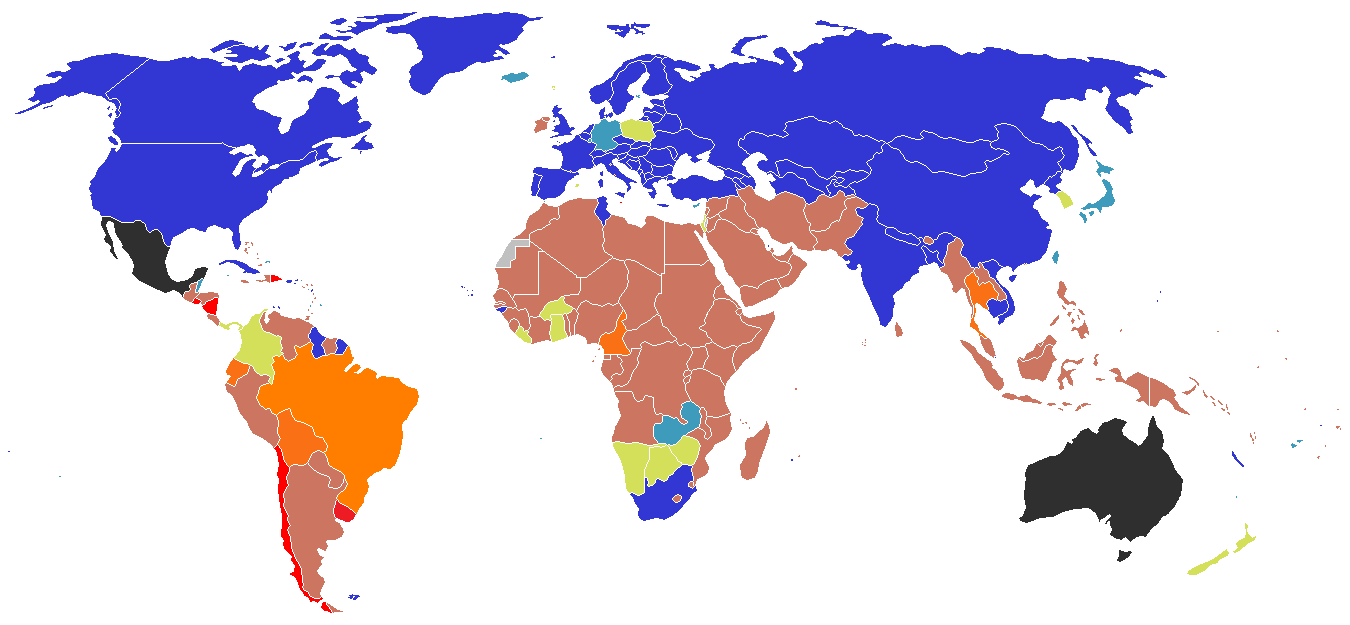
Situació jurídica de l'avortament diferents països del món
Legal amb consentiment
Il·legal amb excepcions per violació, la vida i salut física o psíquica de la mare o danys al fetus i/o factors socioeconòmics
Il·legal amb excepcions per violació, la vida i salut física o psíquica de la mare o danys al fetus
Il·legal amb excepcions per violació, la vida i salut física o psíquica de la mare
Il·legal amb excepcions per la vida i salut física o psíquica de la mare
Il·legal sense excepcions
Varia per regions
Sense dades
Nota: En la majoria dels països i supòsits esmentats, la intervenció ha de fer abans de terminis establerts.

L'avortament, entès com la interrupció intencional de l'embaràs, pot constituir en alguns ordenaments jurídics una conducta punible o no punible, atenent a les circumstàncies específiques.
D'aquesta manera, en alguns països és considerat un delicte penalitzat en qualsevol circumstància, mentre que en altres és un dret de la gestant. En altres països, tot i ser també un delicte-cas, per exemple, Espanya, es manté despenalitzat en certs casos sempre que hi hagi el consentiment matern.
La Unió de Repúbliques Socialistes Soviètiques (1919), Islàndia (1935) i Suècia (1938) van ser dels primers països a legalitzar l'avortament en tots o en alguns supòsits.
Actualment, la legislació en la major part del món contempla la despenalització de l'avortament. Els ordenaments jurídics que despenalitzen l'avortament en algun o tots els supòsits ho fan des de les següents perspectives:
- El sistema anglosaxó desenvolupa els drets fonamentals de la dona des de la perspectiva del seu dret a la intimitat i en relació amb la idea de 'viabilitat'.
- El model europeu continental, a la vegada, vincula l'avortament amb el dret general a la llibertat de la dona, ja sigui concretament com a llibertat reproductiva (vegeu drets reproductius), o com a dret a l'autonomia.
- En el sistema islàmic, la llei es confon amb l'ètica, ja que es considera que no hi pot haver independència entre la una i l'altra. En la majoria de països islàmics, l'avortament només es consent per raons mèdiques, en les quals la mare corre greu perill.
- El sistema internacional de protecció dels Drets Humans -tant les organitzacions no governamentals (ONG) internacionals com per exemple Amnistia Internacional, com els organismes de protecció de drets humans de caràcter universal, com la Comissió i Comitè de Drets Humans de les Nacions Unides o l'Organització Mundial de la Salut- relaciona el problema de la despenalització de l'avortament amb el dret que tenen les dones a no ser sotmeses a tractes cruels, inhumans o degradants; és a dir, amb la prohibició de la tortura

La normativa sobre l'avortament és un tema molt polèmic, ja que tant els promotors d'una posició com els seus detractors afirmen que defensen un dret humà. Els defensors de l'avortament esgrimeixen el dret a la llibertat, autonomia o intimitat de la gestant, i els seus detractors, el dret a la vida que concedeixen al nasciturus.

## A l'Estat espanyol

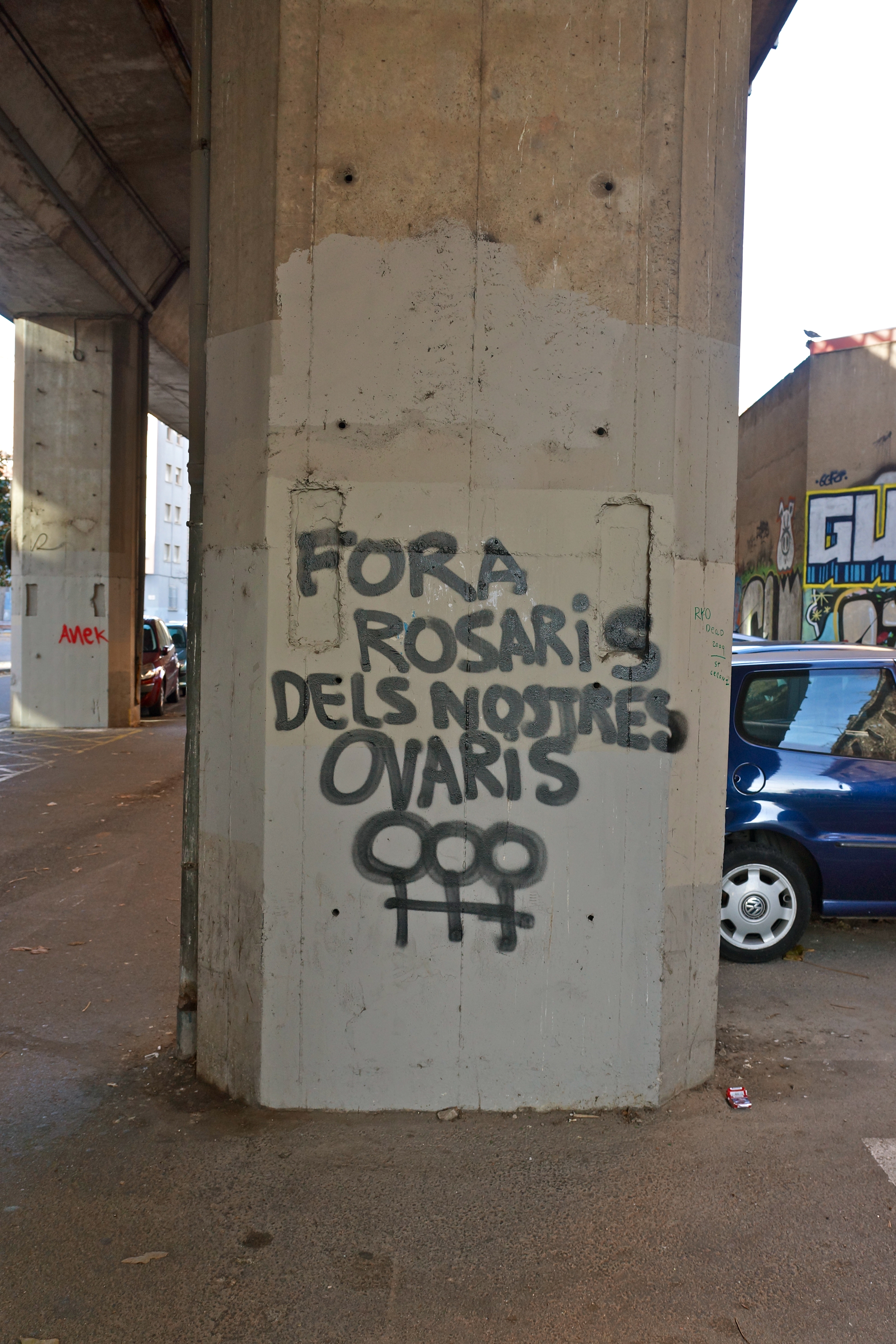
Grafit (2013) contra l'avantprojecte de llei de Ruiz-Gallardón a Girona

El 2013 es van practicar 21.956 avortaments legals a l'Estat. La xifra més alta va ser el 2008, amb un total de 26.932 interrupcions de l'embaràs. El 2013, l'aleshores ministre de Justícia del Govern espanyol Alberto Ruiz-Gallardón Jiménez va proposar una llei més conservadora i limitadora dels supòsits que, segons l'oposició a aquesta, vulneraria el mateix dret a l'avortament. L'avantprojecte de llei, que comptava amb l'aprovació dels sectors conservadors del Partit Popular, va ser controvertit i objecte de diverses mobilitzacions feministes. Atès que la pressió social podia fer que l'avantprojecte no obtingués majoria al Congrés dels Diputats, el primer ministre Mariano Rajoy va retirar-lo, anunciant que el substituiria per una llei menys restrictiva. Mancat de suport per part del govern, el ministre Ruiz-Gallardón dimití el 23 de setembre de 2014, abandonant la primera línia política.

## Estadístiques d'avortaments induïts
En un estudi publicat en 2007, s'estima que en el món es realitzen entre 42 i 46 milions d'avortaments anuals (entre el 20 i el 22% dels 210 milions d'embarassos que es produeixen en el món a l'any). Dels 190 països del món, solament en 22% d'ells està permès l'avortament.
Respecte als avortaments insegurs, hauria hagut l'any 2008 uns 21,6 milions a escala mundial, segons un estudi publicat per l'Organització Mundial de la Salut en 2011.
Segons aquesta organització, un avortament insegur és «un procediment per a acabar un embaràs no desitjat portat a terme per persones freturoses de les habilitats necessàries o en un ambient que no conforma els estàndards mèdics mínims, o ambdós». és a dir, avortaments en els quals la vida de la dona està en perill. A Sud-amèrica, a Amèrica central i en el Carib, en 2000, es van realitzar 29 avortaments insegurs per cada 1000 dones d'entre 13 i 44 anys, més del doble del terme mitjà mundial de 14 avortaments per cada 1000 dones i 32 avortaments per cada 1000 naixements.
S'estima que l'avortament insegur constitueix la tercera entre les causes directes (13%), després de les hemorràgies (25%) i les infeccions (15%) de les 536.000 morts maternes que es produeixen cada any en el món, encara que a sud-amèrica la fracció de morts maternes degudes a l'avortament insegur arriba al 17%.